# Desmiphora niveocincta
Desmiphora niveocincta là một loài bọ cánh cứng trong họ Cerambycidae.